# Through the Eyes of Heathens
Through the Eyes of Heathens è il quarto album studio del gruppo musicale stoner rock svedese Dozer.

## Tracce
1. Drawing Dead
2. Born a Legend
3. From Fire Fell
4. Until Man Exist No More
5. Days of a Future Past
6. Omega Glory
7. Blood Undone
8. The Roof, the River, the Revolver
9. Man of Fire
10. Big Sky Theory